# Fachausstellungen Heckmann
Die Fachausstellungen Heckmann GmbH mit Sitz in Hannover war ein überregional ausgerichteter Veranstaltungs-Dienstleister für Fachmessen und Verbraucherausstellungen. Verwaltungssitz der 100%igen Tochtergesellschaft der Deutschen Messe AG war das Messegelände Hannover; im Jahr 2020 wurde es mit der Muttergesellschaft fusioniert.

## Geschichte
Das Unternehmen wurde im Jahr 1928 in Karlsruhe von Heinrich Heckmann und seiner Frau Berta gegründet, um unter dem Namen „Heckmann-Ausstellungen“ regionale Ausstellungen für Verbraucher zu organisieren.
Die erste Ausstellung in der Nachkriegszeit organisierte das Ehepaar 1952 in Goslar gemeinsam mit dem Deutschen Hausfrauen-Bund (DHB).
1954 übersiedelte die Familie mit ihrem Firmensitz nach Hannover und führte – wieder gemeinsam mit dem DHB – in der Stadthalle Hannover erstmals die „Niedersächsische Hauswirtschaftliche Landesausstellung“ durch und entwickelte sie in den Folgejahren als Erlebnis- und Einkaufsmesse „infa“ zur größten Verbrauchermesse Deutschlands.

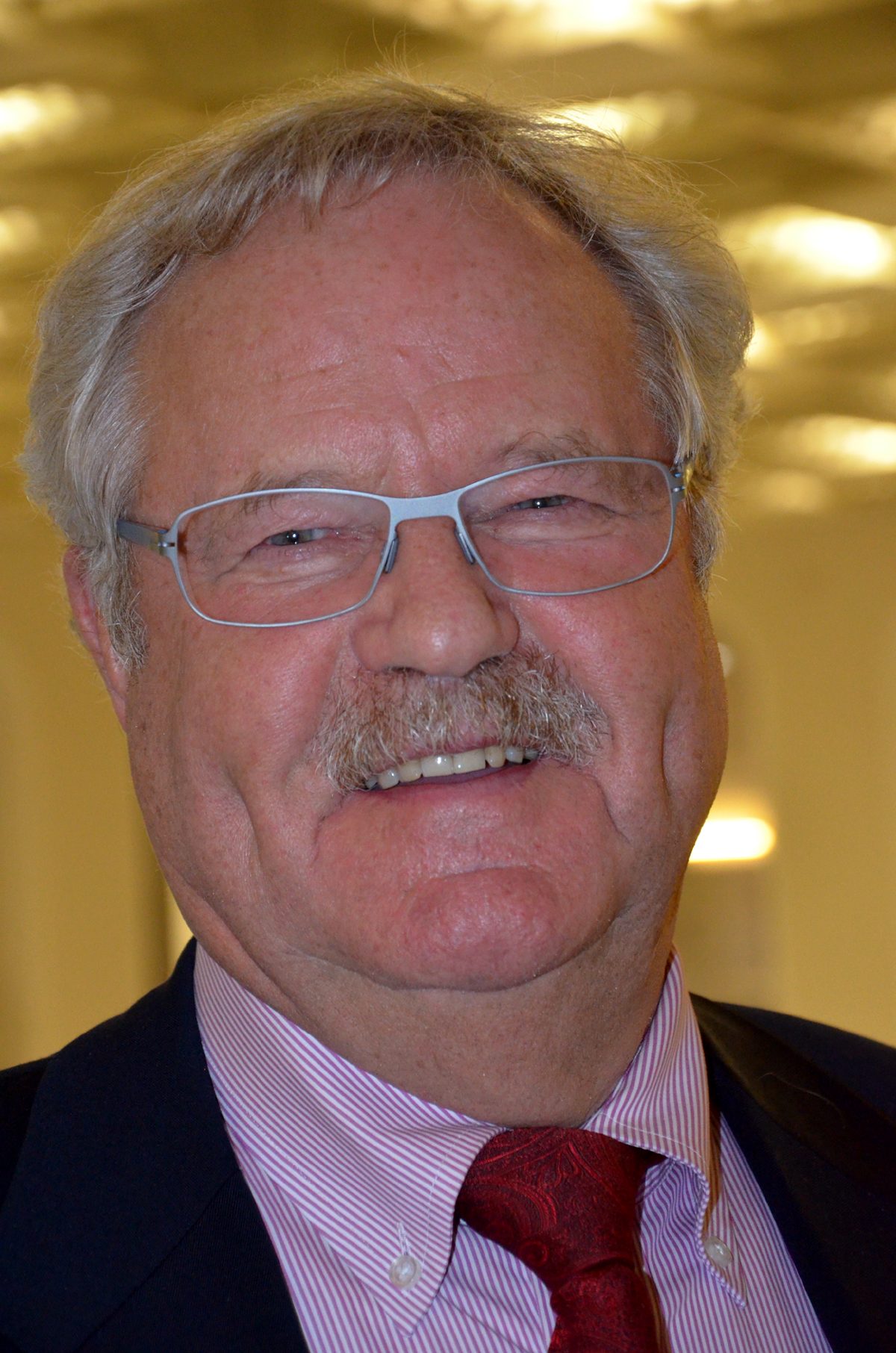
Sepp Dieter Heckmann (2014)

Im Jahr 1959 übernahmen die Kinder Lislott Zieg und Sepp Heckmann die noch als Familienunternehmen geführte Firma unter dem Namen Norddeutsche Fa. Heckmann Ausstellungen seit 1928 KG. Gemeinsam entwickelten die beiden weitere Ausstellungskonzepte.
Nach der Umfirmierung in Fachausstellungen Heckmann GmbH im Jahr 1968 eröffnete das Unternehmen im Folgejahr eine Geschäftsstelle in Bremen.
Zu den besonders erfolg- und traditionsreichen Veranstaltungen zählten ferner
- die Kunst- und Antiquitätenmesse, die von 1969 bis 2001 in Herrenhausen durchgeführt wurde, 1997 und 1999 auch in Hamburg[1]
- die 1977 erstmals veranstaltete Freizeitmesse ABF[1]
- Deutschlands erfolgreichste Einkaufsmesse infa

1981 wurde die Heckmann Fachausstellungen GmbH ein 100%iges Tochterunternehmen der Deutsche Messe AG und führte seitdem die meisten Veranstaltungen auf dem Messegelände Hannover durch. Dazu zählt die jährlich veranstaltete Ausstellung Pferd & Jagd, zugleich die größte pferdesportliche Veranstaltung in Norddeutschland.
Nach der Wiedervereinigung in den Jahren 1989/90 wirkte Heckmann unter anderem beim Aufbau einer Baufachmesse in Leipzig mit sowie beim Aufbau der Messe Haus-Garten-Freizeit.
Die Messe Altenpflege entwickelte Heckmann seit 1990 zur Leitmesse der Branche.
Fachausstellungen Heckmann entwickelte in den Folgejahren innovative und erfolgreiche Formate wie Sweet Infa, die Bau- und Gartenmesse B.I.G. oder die Hund & Co. 
Im Jahr 2020 verschmolz Fachausstellungen Heckmann mit der Deutschen Messe, die seitdem die Veranstaltungen weiterführt.